# Slag bij Cadzand
De Slag bij Cadzand was een kleine veldslag in 1337, tijdens de Honderdjarige Oorlog. De slag begon met een plundertocht van de Engelsen naar het Vlaamse eiland Cadzand. Het doel van de tocht was om een reactie uit te lokken van het plaatselijke garnizoen en om het moreel van de troepen van de Engelse koning Eduard III en zijn partners te vergroten middels een eenvoudige overwinning.
De oorlog was niet zo goed verlopen voor Eduard, door de weifelachtige houding van zijn bondgenoten in de Lage Landen en Duitsland. Hierdoor verliep de invasie van het koninkrijk Frankrijk, waarop Eduard aanspraak maakte, niet zoals verwacht. Tegenvallers op het strijdtoneel in de Gascogne hadden ook daar zijn opmars gestuit. De vloot van Eduard was genoeg voorbereid om het kanaal met het grootste deel van de troepenmacht over te steken. Ook zijn financiën waren er slecht aan toe doordat hij grote sommen geld aan Europese troepen had moeten betalen. Daarom had hij behoefte aan een sterk signaal van zijn bedoelingen tegen de Fransen en een voorbeeld van wat zijn troepen konden bereiken. Daarom beval hij heer Walter Manny, leider van zijn voorhoede die reeds in graafschap Henegouwen gestationeerd was, om met een kleine vloot het eiland van Cadzand te plunderen. Cadzand is nu een onderdeel van het vasteland van Zeeuws-Vlaanderen, maar maakte in die tijd deel uit van het graafschap Vlaanderen, een feodaal leen van de koning van Frankrijk.

## Cadzand
Cadzand was een arm, moerassig eiland. Op het eiland bevonden zich een aantal vissersdorpjes waar weinig buit te behalen was. Cadzand was wel dicht bij de rijke Vlaamse haven Sluis, en zou daarom gebruikt kunnen worden om het garnizoen van die stad uit te lokken. Manny begreep dit goed, en nadat een eerste poging tegen de stad op 9 november mislukte, trok hij zijn 3.700 zeelieden en soldaten terug naar Cadzand en liet ze los op de lokale bevolking. Er volgden meerdere dagen van fanatieke plunderingen, verkrachtingen en vernielingen in de afgelegen dorpen.
Het garnizoen van Sluis, geleid door Guy, bastaardzoon van Lodewijk I, graaf van Vlaanderen, kon dergelijke acties zo dicht bij zijn stad niet toelaten zonder hierop te reageren. Enkele dagen later stak hij de watergang tussen Sluis en het eiland van Cadzand over en probeerde de confrontatie met Manny aan te gaan. De Engelse aanvoerder was hierop voorbereid en had zijn troepen op het eiland een ideale verdedigende positie in laten nemen. Hiermee kon hij de Vlaamse troepen in een korte, snelle actie aanvallen en overmeesteren. Hoewel er geen verslagen van de veldslag bewaard zijn gebleven, is het aannemelijk dat de Engelse longbow hier ook een rol bij speelde. Slechts een handjevol Vlaamse troepen waren in staat om zich over de watergang terug te trekken naar Sluis. Gwijde, de bastaard van Vlaanderen, werd samen met andere edelen gevangengenomen terwijl de gewone troepen allemaal afgemaakt werden. De Engelsen leden slechts kleine verliezen.

## Nasleep
De slag had weinig effect op de lange termijn, aangezien Manny het eiland kort na de overwinning achterliet voor de overlevenden onder de lokale bevolking. De bondgenoten van Eduard III waren danig onder de indruk van het machtsvertoon en ook het grensgebied was geïntimideerd. Koning Filips VI van Frankrijk was ook geschokt door deze ontwikkelingen. Hij nam aan dat het verlies te wijten was aan verraders onder de Vlamingen. Hij antwoordde hierop met een reeks hardvochtige maatregelen en executies die hij tot het einde van zijn regeerperiode volhield. Hiermee joeg hij veel van zijn bondgenoten tegen zich in het harnas. Tien jaar na de slag, toen Engeland en Vlaanderen inmiddels elkaars bondgenoten waren geworden na een opstand in Vlaanderen, was Eduard III gedwongen om zijn excuses aan te bieden en symbolisch een vergoeding voor zijn acties te geven. Sluis was later het toneel van de belangrijke Slag bij Sluis in 1340.